# Мишаково (Харовский район)
Мишаково — деревня в Харовском районе Вологодской области.
Входит в состав Разинского сельского поселения, с точки зрения административно-территориального деления — в Разинский сельсовет.
Расстояние по автодороге до районного центра Харовска — 40 км, до центра муниципального образования Горы — 5 км. Ближайшие населённые пункты — Мятнево, Красново, Квашниха.
По переписи 2002 года население — 8 человек.